# Phare des Pâquis
Der Phare des Pâquis (deutsch Leuchtturm von Les Pâquis) ist ein Leuchtturm am Genfersee, der seit 1894 die Einfahrt zur Reede der Stadt Genf kennzeichnet. Benannt ist er nach dem Stadtquartier Les Pâquis.

## Geschichte

### Bau der Genfer Reede 1857

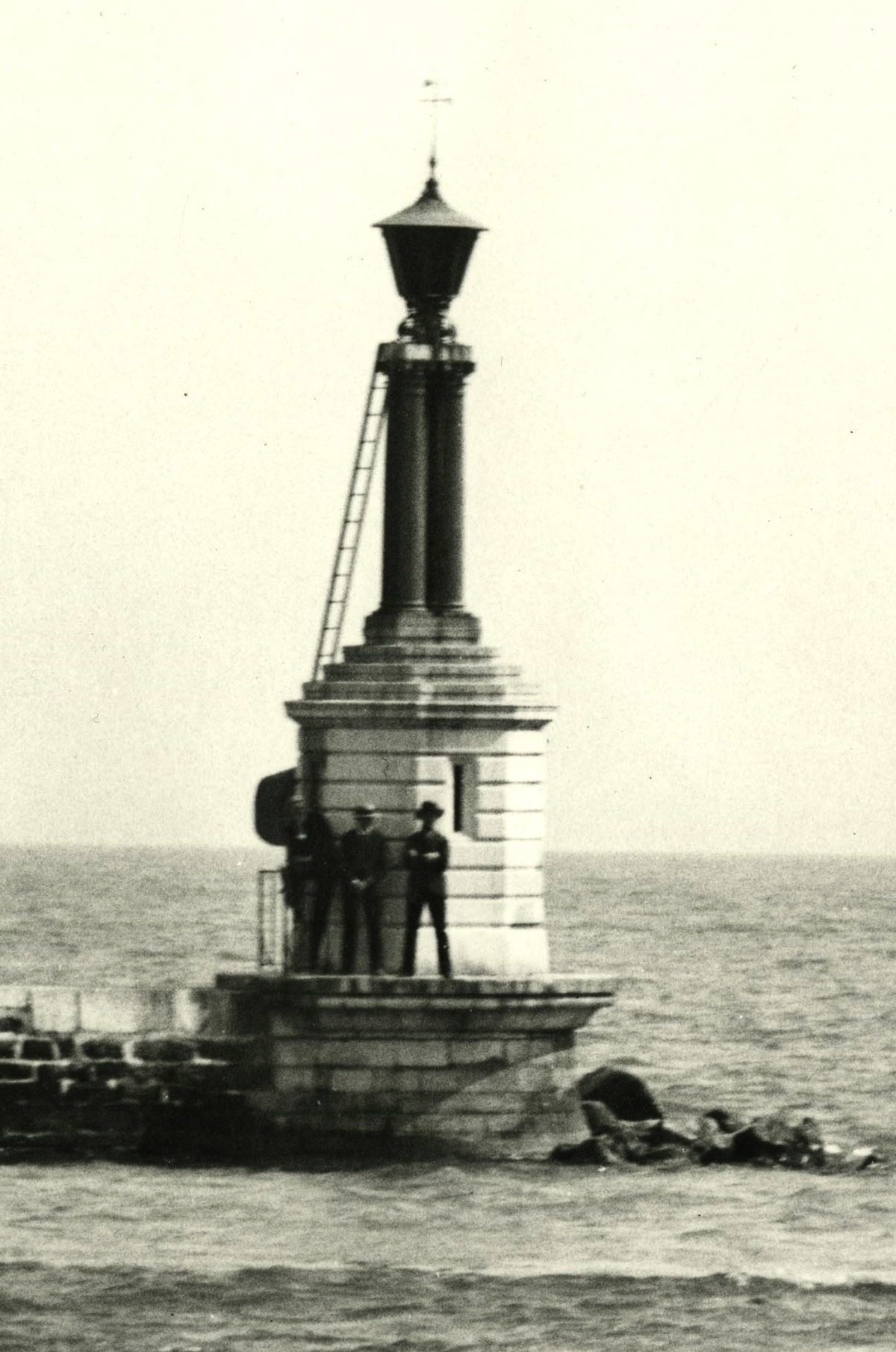
Das Molenfeuer von 1857

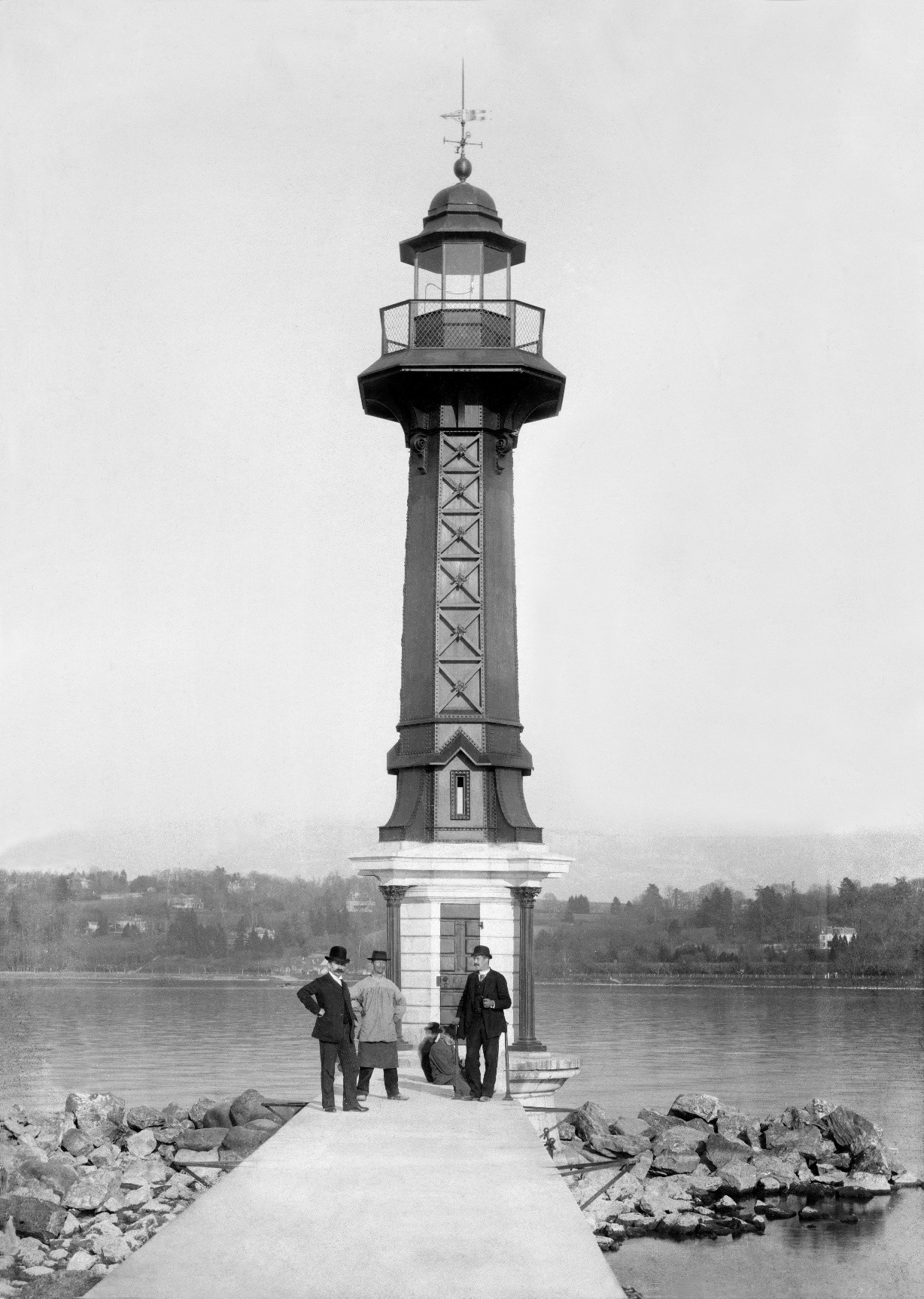
Der Leuchtturm im Jahr 1894 – vor Installation des Linsensystems

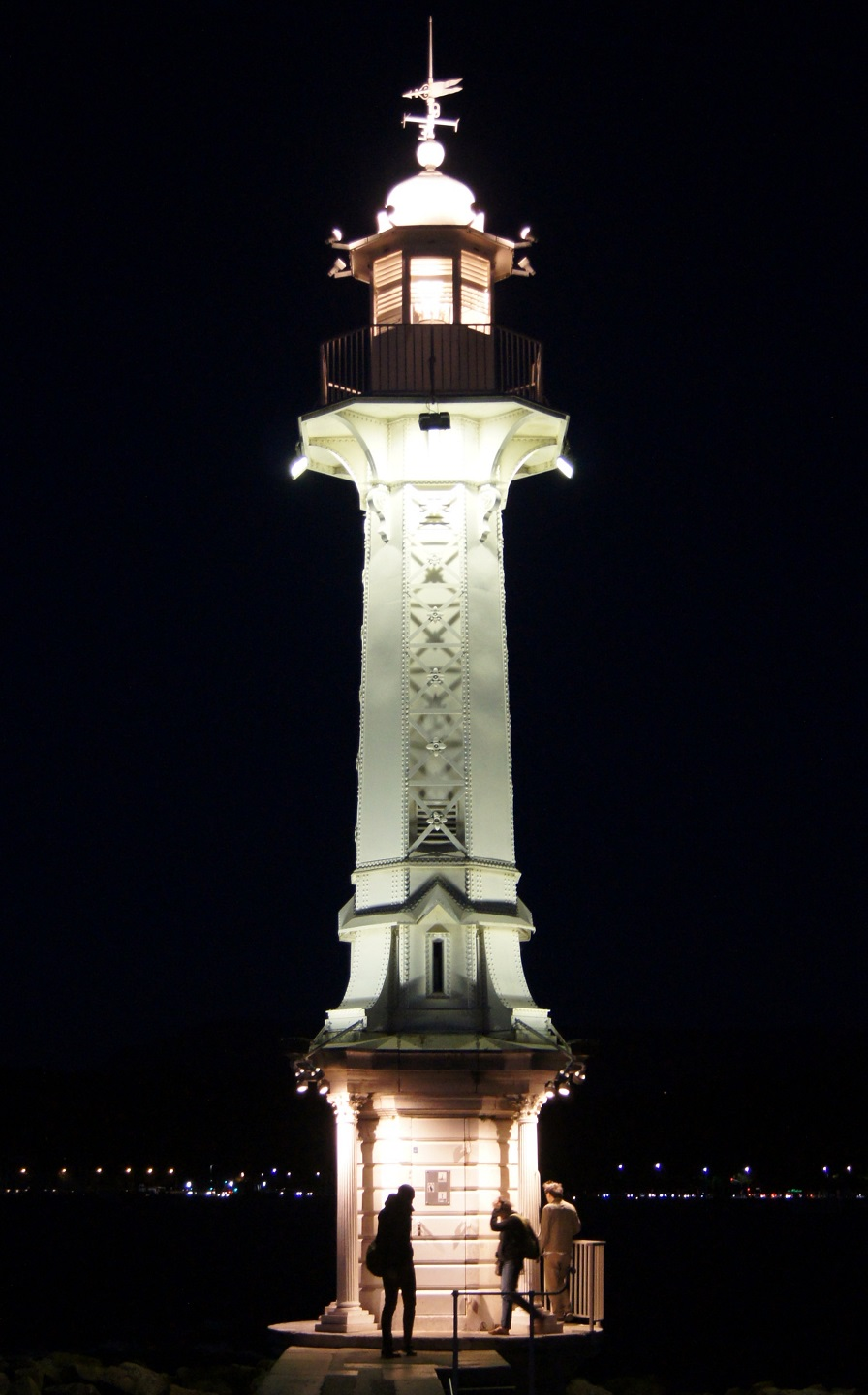
Der Leuchtturm im Jahr 2018

Für die Schifffahrt auf dem Genfersee war es schwierig, in die Rhone einzufahren. In deren Abfluss aus dem See befand sich der alte Hafen der Stadt, der zudem noch in der Nähe der Schlachthöfe lag. Seitdem der Kanton Genf nach dem Wiener Kongress 1815 wieder mit der Schweiz vereinigt worden war und Friede herrschte, hatte der Schiffsverkehr auf dem See zugenommen. Der Wunsch zur Neuanlage eines Hafens ging einher mit der Schleifung der Festungsanlagen, die 1849 beschlossen wurde. Am 27. Dezember 1856 beschloss der Grosse Rat der Stadt, Gelder für die Anlage eines «Haupthafens» (port principal) bereitzustellen. Der Kantonsingenieur Leopold Blotnitzki hatte die Pläne für das Projekt vorgelegt.
Mit Material, das von der Festung stammte, wurde 1857 eine Fläche von 33 Hektar durch zwei Molen von der Genfer Bucht des Sees abgeteilt. Beide schützen den Hafen, jetzt «Genfer Reede» (rade de Genève) genannt, vor Nordwinden. Neben der Hauptzufahrt für die ersten Dampfschiffe erhielten beide Molen jeweils ein «Goléron» als Durchfahrt für kleinere Boote. Die Bauarbeiten wurden am 1. September 1857 abgeschlossen.
Am 6. Dezember 1857 wurde ein Molenfeuer auf der westlichen Mole, das nächtliches Einlaufen der Schiffe ermöglichte, eingeweiht. Über einem vier Meter hohen achteckigen Sockel aus Stein erhoben sich gusseiserne, sieben Meter hohe Säulen, die eine Laterne trugen. Der Physiker Elie François Wartmann hatte dort eine Bogenlampe installiert, jedoch erwies sich das Nachstellen der Kohlen als noch nicht alltagstauglich. Während in Genf sechs Monate später das Feuer auf Petroleumlampen und nach vier Jahren auf Gasbrenner umgestellt wurde, konnten zwischen 1858 und 1863 die ersten Leuchttürme mit elektrischen Bogenlampen ihre Signale geben. Die östliche Mole im Stadtquartier Eaux-Vives erhielt ein ähnliches Bauwerk, das jedoch eine Glocke trug, die bei Nebel angeschlagen wurde.

### Bau des Phare des Pâquis
Anfang der 1890er Jahre war das Leuchtfeuer nicht mehr zeitgemäss. Mit einer Tragweite von maximal zwei Kilometer unterschied es sich fast nicht von den Kandelabern, die die Stadt an den Ufern zur Vorbereitung der zweiten Schweizerischen Landesausstellung (1896) installiert hatte. Der Rat bewilligte 1893 einen Kredit zur Erstellung eines Turmaufsatzes mit einem modernen Leuchtfeuer.
Der Kantonsingenieur beauftragte den Architekten Paul Bouvier aus Neuenburg. Im Oktober 1893 begannen die Arbeiten. Die gusseisernen Säulen wurden demontiert und durch einen stählernen Turm mit Galerie und Laterne ersetzt. Fünf Tonnen Roheisen am Fuss des Turms gaben der Konstruktion ihre Stabilität. Die Leitern der Laterne konnten nach innen verlegt werden.
Vier Fresnel-Linsen von Barbier et Bénard in Paris und die Beleuchtung durch einen Auer-Glühstrumpf erhöhten die Tragweite des Leuchtfeuers auf 24 bis 36 Kilometer je nach Farbe. Die Rotation des Linsensystems erfolgte durch eine Art Uhrwerk, dessen Gewichte im Schaft des Turms hingen. Alle 72 Stunden musste der Leuchtturmwärter die Gewichte hochziehen. Eine weitere Mechanik mit Schaltnocken automatisierte den Betrieb weitgehend und öffnete auch die Vorhänge, die die Apparatur tagsüber vor Sonneneinstrahlung schützten.
Am 21. April 1894 nahm der neue Leuchtturm seinen Betrieb auf. Im Mai 1894 wurde die Reibung der rotierenden Linsen durch einen Quecksilberfilm verringert. Um Kosten zu sparen, hatte man die Errichtung eines zweiten, roten Molenfeuers auf der Mole von Eaux-Vives verschoben. Dieses wurde 1907 geplant und erst 1911 errichtet, seine Feuerhöhe beträgt nur vier Meter.
Elektrifiziert wurde der Leuchtturm 1935. Der Gasbrenner wurde durch eine 500-Watt-Lampe und die Gewichte durch einen 0,1-PS-Elektromotor ersetzt. In den 1940er Jahren wurde die Leistung der Lampe auf 750 Watt erhöht, und seit 2016 hat der Turm eine Halogenlampe mit 1000 Watt. Das Feuer wird seitdem durch eine Zeitschaltung gesteuert, und Jalousien ersetzten die Vorhänge. Kontrolliert wird der Turm von den Services industriels de Genève, der Wärter kontrolliert den Betrieb einmal im Monat, und alle drei Monate wird die Halogenlampe ausgetauscht.
Eine Renovierung fand 1969 statt. Im Jahr 1987 erhielt der Leuchtturm seinen weissen Anstrich.

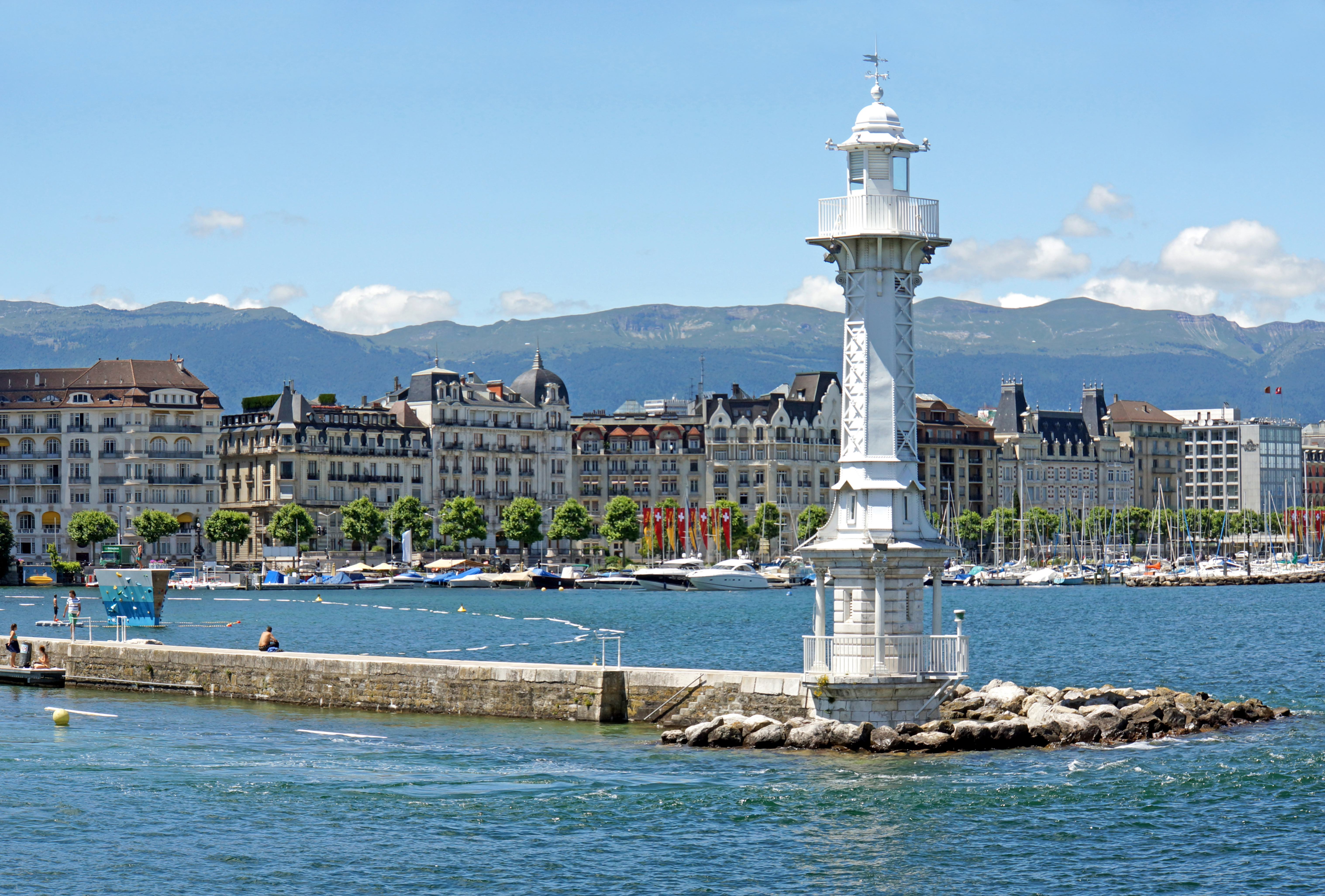
Leuchtturm von Les Pâquis
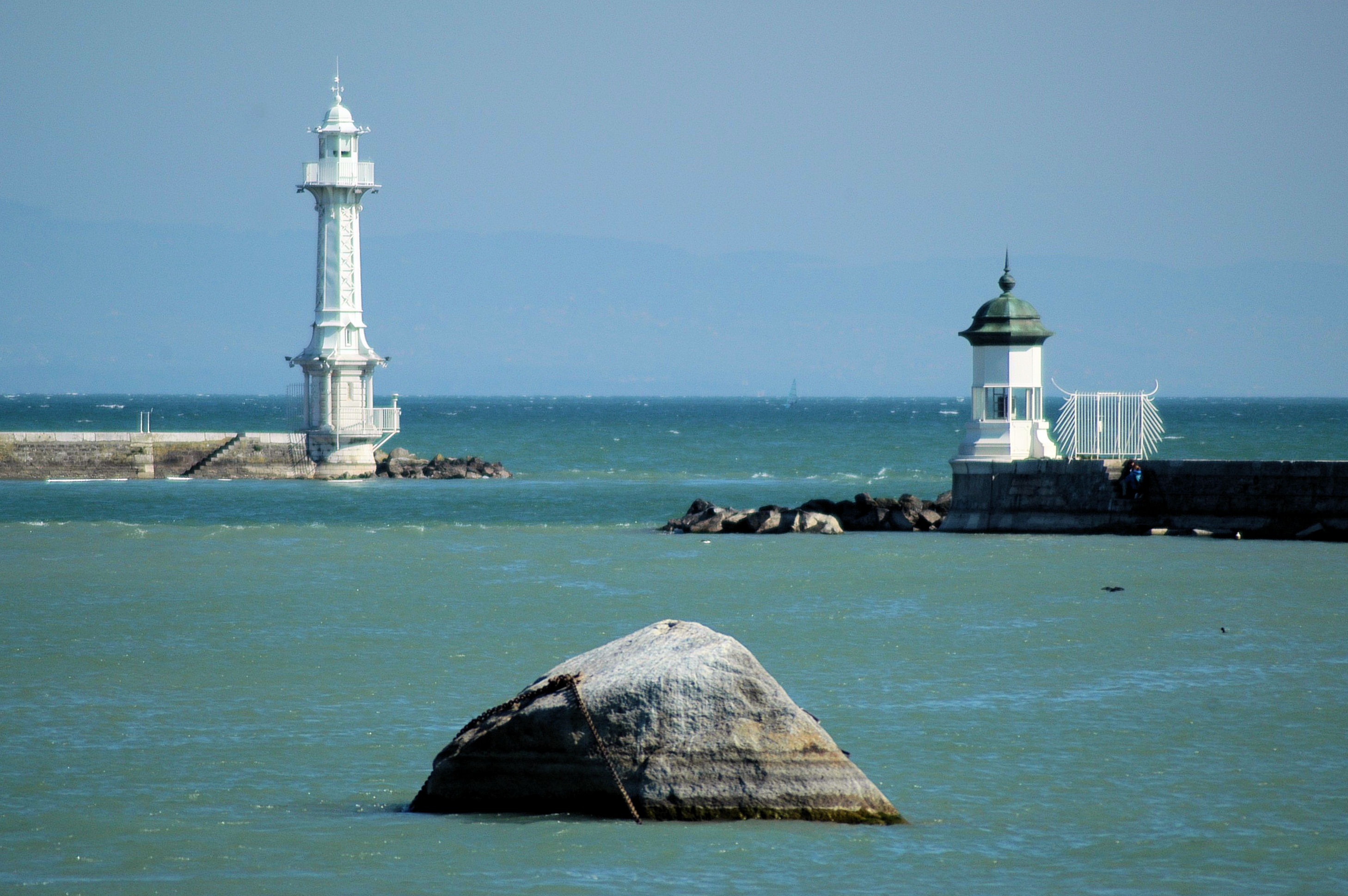
Leuchtturm und Molenfeuer von Eaux-Vives (rechts)
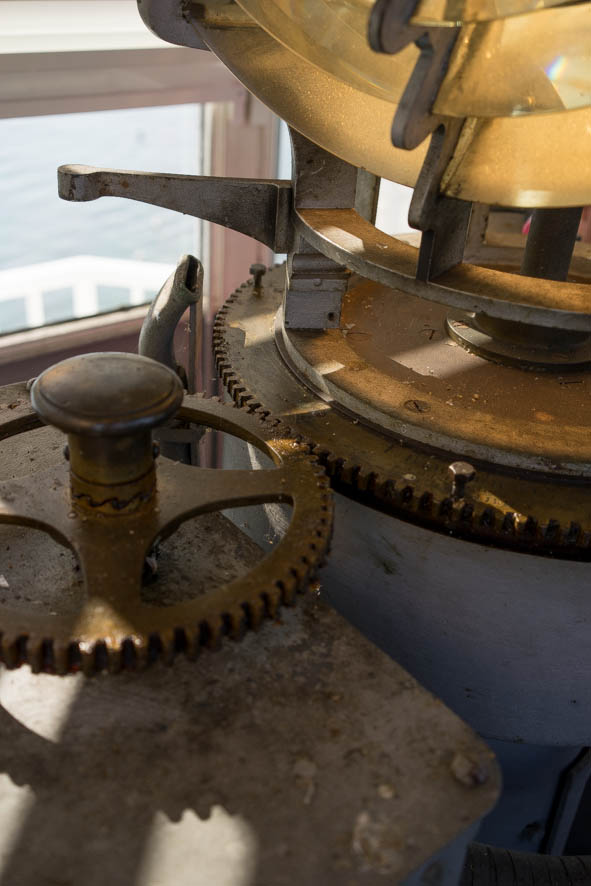
Antriebsmechanik
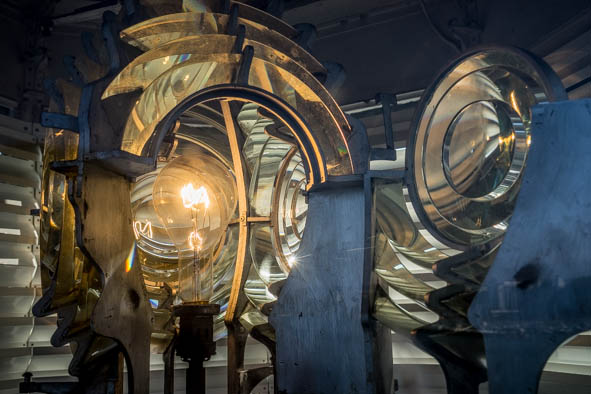
Geöffnete Linsenkonstruktion

### Der erste Leuchtturmwärter

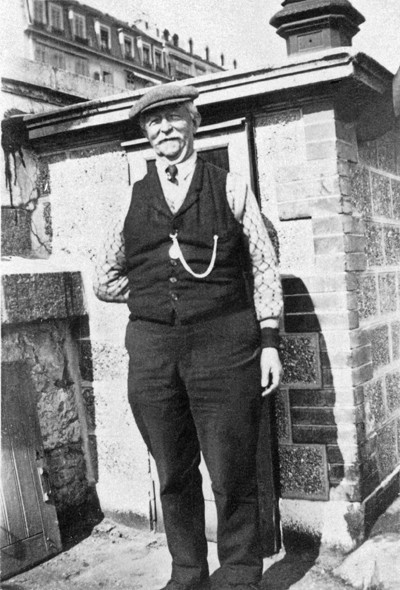
Leuchtturmwärter François Marc Delrieu (1920)

Der erste Leuchtturmwärter François Marc Delrieu (1857–1944) war 26 Jahre alt, als er 1883 sein Amt noch auf dem alten Molenfeuer antrat. Eingestellt wurde er von Blotnitzki. Neben dem Dienst an den beiden Molenfeuern hatte er noch die Warenzölle im Hafen zu kassieren. Bei Nebel musste er auf der Mole von Eaux-Vives Glockensignale geben. Ab April 1894 versah Delrieu den Dienst auf dem neuen Leuchtturm, wo er die Gewichte aufzog, den Drehmechanismus wartete und die Linsen reinigte.

## Beschreibung
Der Turm hat einen achteckigen, steinernen Sockel, der 1857 errichtet wurde. Darauf ist die Metallkonstruktion von 1893/1894 montiert. Insgesamt ist der Turm 18,7 Meter hoch und mit einer umlaufenden Galerie versehen. Turm und Laterne sind seit 1987 weiss gestrichen. Das Leuchtfeuer befindet sich auf einer Höhe von 15 Metern und hat eine Tragweite von 36 (weiss) und 24 Kilometern (rot). Die Kennung des Feuers wurde 1935 mit der Installation des Motors verändert, seitdem folgt alle 5 Sekunden ein weisser im Wechsel mit einem grünen Blitz, der mechanische Antrieb hatte noch eine Blitzfolge von drei Sekunden. Die Einfahrt wird zudem seit 1969 durch ein grünes Licht auf der Mole von Les Pâquis und ein rotes Licht auf der von Eaux-Vives gekennzeichnet.

## Wissenswertes
Von 1902 bis 1904 erschien die Lokalzeitung Le Phare mit dem Untertitel «Journal des Pâquis – Feuille d’avis de la Rive droite» (Der Leuchtturm – Zeitung von Les Pâquis – Mitteilungsblatt des rechten Ufers).
Zwischen August 2004 und 2005 unternahmen Funkamateure an drei Terminen Sendungen vom Leuchtturm.
Ein Eintrag des Leuchtturms in das Schweizerische Inventar der Kulturgüter von regionaler Bedeutung (Baudenkmale der Kategorie A und B) besteht bisher nicht.
Am Bodensee gibt es auf Schweizer Seite keinen Leuchtturm. Seit Oktober 2010 steht auf der Passhöhe des Oberalppasses der zehn Meter hohe «Leuchtturm Rheinquelle». Er soll für die Ferienregion an der Quelle des Rheins werben. Sein vier Meter höheres Vorbild stand an der Hauptmündung des Rheins in Hoek van Holland. Ein weiterer Leuchtturm wurde 2018 bei Bad Ragaz aufgestellt, er warb dort für die siebte Triennale Bad RagARTz. Seit 2019 steht er beim Hafen von Unterterzen am Walensee.